# Plexaurella minuta
Plexaurella minuta is een zachte koraalsoort uit de familie Plexauridae. De koraalsoort komt uit het geslacht Plexaurella. Plexaurella minuta werd in 1916 voor het eerst wetenschappelijk beschreven door Kunze. 